# Dolbina lateralis
Dolbina lateralis är en fjärilsart som beskrevs av Matsumura 1921. Dolbina lateralis ingår i släktet Dolbina och familjen svärmare. Inga underarter finns listade i Catalogue of Life.